# OLPC XO-1

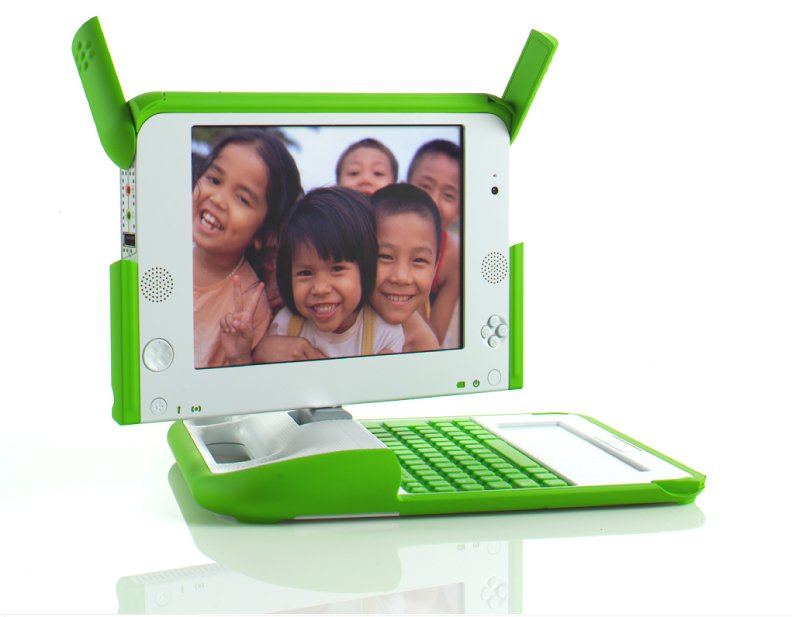
Laptop XO-1 finalna wersja (zdjęcie promocyjne)

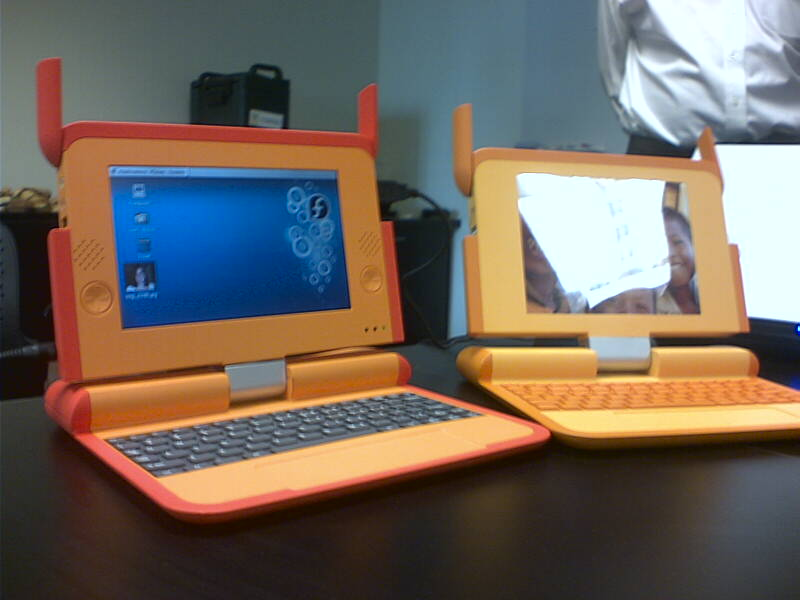
Laptop dla każdego dziecka – trzecia wersja prototypu pierwszej generacji

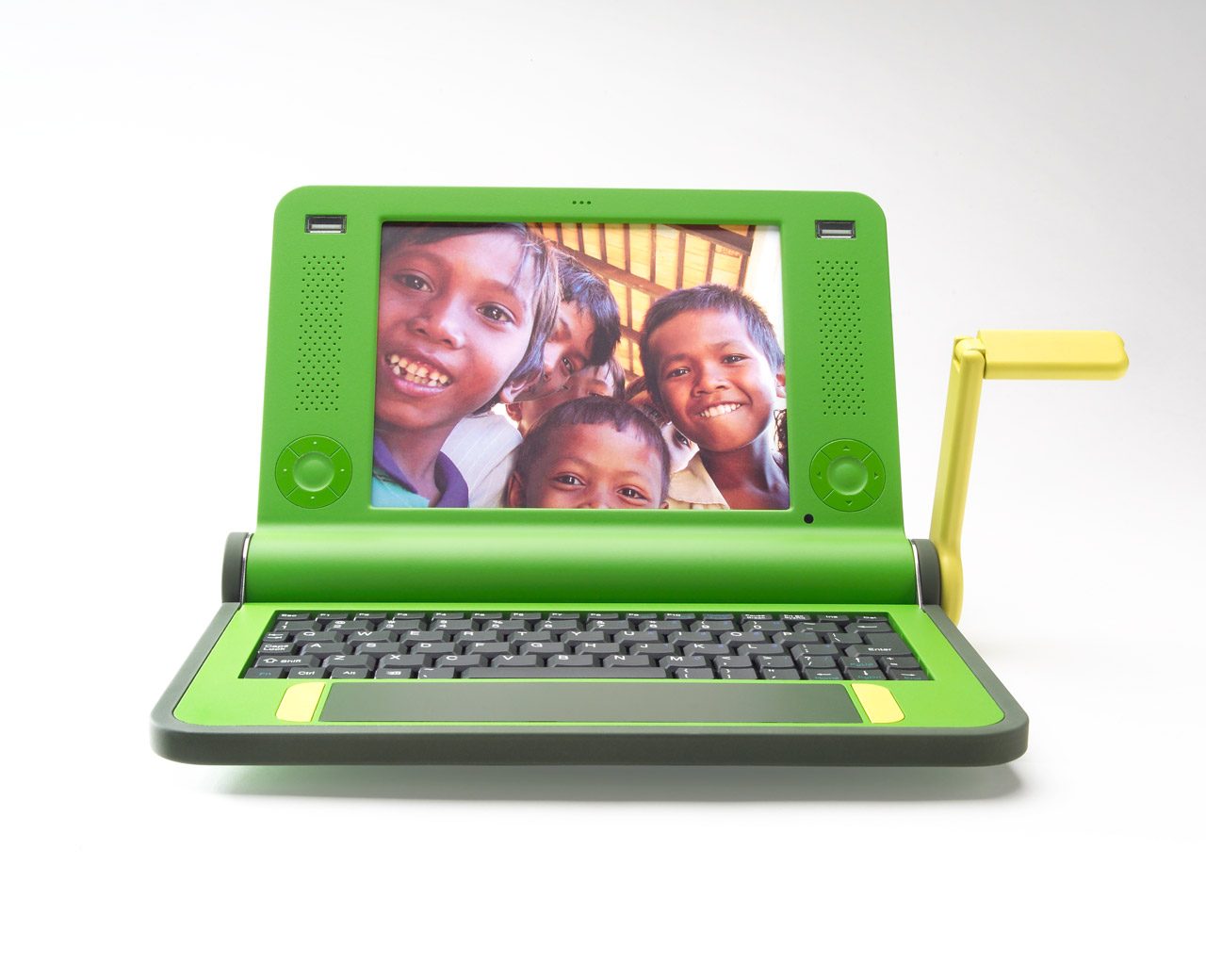
Laptop dla każdego dziecka – prototyp w wersji drugiej (projekt koncepcyjny)

XO-1 – laptop edukacyjny zaprojektowany w ramach programu „Laptop za 100 dolarów” ($100 Laptop). Zadaniem tego programu było wyprodukowanie niedrogiego laptopa, w który można by wyposażyć każde dziecko na świecie i w ten sposób umożliwić im dostęp do zasobów wiedzy oraz oświaty.
Chociaż XO-1 nie osiągnął wszystkich celów, jakie zakładali na początku jego twórcy (dużo mniejsza liczba zamówień i dużo wyższa cena za sztukę), za to wywarł istotny wpływ na szybki rozwoju rynku małych laptopów, zwanych netbookami.

## Charakterystyka
Laptopy mają wytrzymałą konstrukcję i żywe kolory, aby były łatwe do zlokalizowania. Użyty system operacyjny to okrojona wersja systemu Linux Fedora 7, z środowiskiem graficznym Sugar. Są oparte na wysoce energooszczędnym procesorze i chipsecie Geode produkowanym przez AMD. Bezprzewodowa sieć kratowa Ad-hoc może zostać wykorzystana dla umożliwienia wielu laptopom dostępu do Internetu.
W komputerze nie ma dysku twardego, zamiast niego funkcję pamięci masowej pełni 1GB pamięci SLC NAND flash.
28 maja 2006 udostępniono specyfikację techniczną tego komputera.
Masowa produkcja laptopa ruszyła 6 listopada 2007 w zakładach Quanta Computer.

## One Laptop Per Child
Przedsięwzięciem kieruje organizacja One Laptop Per Child (pl. Laptop dla każdego dziecka, w skrócie OLPC). OLPC ma swoją siedzibę w Delaware w USA i jest organizacją non-profit utworzoną przez członków wydziału MIT Media Lab, która ma zaprojektować, wyprodukować i rozprowadzać te laptopy.
Utworzenie OLPC zostało oficjalnie ogłoszone przez przewodniczącego i współzałożyciela MIT Media Lab Nicholasa Negroponte w styczniu 2005 podczas Światowego Forum Ekonomicznego w Davos w Szwajcarii.
Cena komputera miała się kształtować na poziomie ok. 135 dolarów amerykańskich za sztukę, by w 2008 roku osiągnąć cenę 100 dolarów. We wrześniu 2007 ze względu na wzrost cen niklu i krzemu cena ta wynosiła 188 dolarów amerykańskich. Laptopy miały być sprzedawane rządom różnych krajów, a one miały je przekazywać dzieciom w szkołach na zasadzie jeden laptop dla jednego dziecka.
Komercyjna wersja XO nie jest planowana, jednak poprzez stronę laptopgiving.org zachęcano do przekazywania dotacji. Od 12 listopada do 31 grudnia 2007 mieszkańcy Stanów Zjednoczonych i Kanady mogli wziąć udział w akcji „Give 1 Get 1” (Daj jeden, dostań jeden), podczas której kupując jedną sztukę, sponsorowało się drugą, która miała zostać przekazana dziecku w kraju rozwijającym się.
Podobna akcja rozpoczęła się 17 listopada 2008 w Europie. Mieszkańcy państw Unii Europejskiej oraz Szwajcarii, Rosji i Turcji mogli nabyć laptopa w sklepie internetowym Amazon.com za cenę około 399 dolarów. Cena uwzględniała koszt drugiego laptopa przekazanego dziecku w kraju rozwijającym się. Do ceny nie był doliczany podatek VAT.

## Kontrowersje
W listopadzie 2007 nigeryjska firma Lagos Analysis Corp złożyła pozew sądowy przeciwko fundacji OLPC z żądaniem odszkodowania w wysokości 20 mln USD za rzekome naruszenie patentu na wielojęzyczną klawiaturę, wykorzystywaną w laptopie. Zaistniała sytuacja według przewidywań mogła uniemożliwić dostarczenie laptopów dzieciom z Nigerii.